# Su última noche
Su última noche és una pel·lícula dramàtica espanyola estrenada el 1945 i dirigida per Carlos Arévalo Calvet.

## Sinopsi
Fernando, un home arruïnat moralment i econòmica, trenca amb la ballarina Lilian, causant de la seva situació, i marxa a la Guinea Espanyola amb la intenció de refer la seva vida.

## Repartiment
- Alfredo Mayo - Fernando
- Paola Bárbara - Lilian
- José María Lado - Jerry

## Premis
Medalles del Cercle d'Escriptors Cinematogràfics
| Any  | Categoria              | Pel·lícula      | Resultat  |
| ---- | ---------------------- | --------------- | --------- |
| 1945 | Millor actor secundari | José María Lado | Guanyador |